# الاتحاد العام للفلاحين والتعاونيين الزراعيين الفلسطينيين
الاتحاد العام للفلاحين والتعاونيين الزراعيين الفلسطينيين تم تأسيسه عام 1973م في المهجر، وكان الاتحاد أحد دعائم منظمة التحرير الفلسطينية، وهو أحد المنظمات الأهلية العاملة في القطاع الزراعي الفلسطيني، مقره العام المنطقة الصناعية بمحافظة رام الله والبيرة في الضفة الغربية.

## التاريخ
في شهر مايو 1993م، عقد المؤتمر العام في مدينة خانيونس في قطاع غزة، وأصبح له نشاط على المستوى الداخلي الفلسطيني، حصل على الترخيص في عام 1993م.

## النشاط
- الدعم والإسناد لجموع المزارعين من الفلاحين.

- توفير مشاريع التشغيل للمهندسين الزراعيين والفلاحين.

- تقديم كافة مستلزمات الزراعة من أشتال وشبكات ري.

- التركيز على تطوير منظومة الأمن الغذائي والمنتجات الزراعية.

- دعم الأفكار الريادية و الاستعانة بالخريجين ونساء الفلاحين.

- تحقيق التنمية الزراعية المستدامة.[6][7]